# Pilsner, punk och poesi
Pilsner, punk och poesi är ett samlingsalbum med Attentat släppt 1991, som innehåller de populäraste singlarna och albumspåren från skivor släppta 1979–1986 samt tidigare outgivna ”Här å nu”, ”(Jag vill inte spela) Lotto” och ”Ensam” från samma tidsperiod. Albumets titel har hämtats från en fras i låten ”Bonden, byråkraten & jag”. Samlingen har släppts på CD och vinyl, där vinylen har tio spår färre än CD-utgåvan.

## Låtlista
1. Tatuerade tårar 2.30
2. Här e jag 3.44
3. Som en fågel 2.38
4. Rudebecks å Sam 3.27
5. Lasse liten 3.00
6. Maktlös 3.13
7. Drunknar 2.20
8. Båten 2.42
9. Ge fan i mej 2.57
10. Glad 2.12
11. Nya liv 3.20
12. Bonden, byråkraten å jag 3.21
13. Unga & många 2.56
14. Operahuset 2.16
15. En meningslös dag 2.36
16. (Den lille) folkpartisten 2.46
17. Här & nu 3.10
18. I denna stan 4.33
19. Hem igen 3.08
20. Ensam 1.56
21. (Jag vill inte spela) Lotto 3.01
22. Like yesterdays 4.21
23. Tankar om oss 3.47
24. Upptakt 1.53

Text och musik: Attentat, förutom 8 (trad arr/C Vreeswijk).

## Medverkande
Attentat: Mats Jönsson, Magnus Rydman, Cristian Odin och Peter Björklund förutom på spår 9 där de två sistnämnda inte deltar utan istället Martin Fabian och Dag Wetterholm.
Jörgen Säve – Söderberg: gitarr på spår 22